# Cervantite
La cervantite est un minéral oxyde d'antimoine, proche de la stibine épigénisée, découvert en 1850 à Cervantes, dans la province de Lugo en Espagne, puis exploité en Algérie à Aïn Kerma par la Compagnie des mines de La Lucette ou encore à Brasina, en Serbie, ainsi qu'en Bolivie, en Roumanie et en Toscane.
Appelée aussi « ocre d'antimoine », elle est de couleur jaune clair, considérée par quelques auteurs comme orthorhombique car elle cristallise en aiguilles ; la cervantite est du tétroxyde d'antimoine naturel Sb2O4. Elle fournit facilement de l'antimoine métallique, par réduction en utilisant du charbon.